# يرميسقز محمد سعيد باشا
يرميسقز محمد سعيد باشا (بالتركية: Yirmisekizzade Mehmed Said Paşa)‏ كان الصدر الأعظم للدولة العثمانية في الفترة ما بين 25 أكتوبر 1755 حتى 1 أبريل 1756.